# Linda Murri

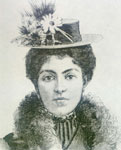
Linda Murri

Teodolinda „Linda“ Murri (* 12. September 1871 in Fermo; † 4. Dezember 1957 in Rom) war eine italienische Prominente. Sie war zu Beginn des 20. Jahrhunderts in einen der bekanntesten Kriminalfälle Italiens verwickelt, der auch internationales Aufsehen erregte.

## Leben
Sie war das erste von zwei Kindern des italienischen Arztes, Universitätsprofessors und Politikers Augusto Murri und seiner gleichnamigen, aber nicht verwandten Gattin Giannina Murri. Ihr Bruder Tullio kam zwei Jahre später auf die Welt.
Am 17. Oktober 1892 heiratete sie den konservativen Grafen Francesco Bonmartini. Ihr als gewalttätig beschriebener Ehemann versuchte mehrmals vergeblich Kapital für seine Karriere aus der Ehe zu schlagen. Die unglücklich verlaufende Ehe, aus der zwei Kinder hervorgingen, wurde schließlich 1899 gesetzlich geschieden. In der Folge ging Linda Murri ein Verhältnis mit dem Schüler ihres Vaters, Dr. Carlo Secchi ein, den sie bereits seit ihrer Jugendzeit kannte.
Am Morgen des 2. September 1902 wurde in ihrer Wohnung in Bologna Francesco Bonmartini erstochen aufgefunden. Er hatte Ende August Linda Murri, mit der er nach wie vor unter einem Dach lebte, in ihrem Urlaubsort Venedig mit ihren Kindern zurückgelassen und war alleine nach Bologna zurückgekehrt. Vom Verwesungsgeruch aufmerksam gemacht, benachrichtigen die Nachbarn Professor Murri. Nach ersten Untersuchungen der Polizei, war Bonmartini Opfer eines Raubmords geworden, zumindest deutete die durchwühlte Wohnung darauf hin.
Nach einigen Tagen war es Augusto Murri, der seinen Sohn den Rechtsanwalt und Gemeinderatsmitglied sowie Direktor der sozialistischen Zeitschrift La Squilla Tullio Murri der Tat bezichtigte. Im anschließenden Prozess wurde Linda Murri wegen Mittäterschaft verurteilt, ihr Bruder, der Rechtsanwalt Tullio Murri (1873–1930), wegen Mordes. Carlo Secchi, ihr Liebhaber, wurde wegen Mittäterschaft zu einer zehnjährigen Freiheitsstrafe verurteilt, verstarb aber 1910 an den Folgen einer Lungenentzündung. Als Komplize erhielt ein Spielsüchtiger und verschuldeter Freund ihres Bruders eine Freiheitsstrafe von 30 Jahren. Die Haushälterin und Geliebte ihres Bruders wurde wegen Mittäterschaft zu einer siebenjährigen Freiheitsstrafe verurteilt.
Der Fall sorgte seinerzeit für nationales und internationales Aufsehen. Die katholische Tageszeitung L’Avvenire d’Italia nutzte den Fall als Vorwand Augusto Murri, den Laizismus, den Sozialismus und die Freimaurerei anzugreifen.
Linda Murri wurde dagegen nach einer kurzen Haftzeit 1906 vom italienischen König Viktor Emanuel III. begnadigt. Ihr Bruder wurde 1919 aus der Haft entlassen. 1910 heiratete sie den Universitätsprofessor Francesco Egidi. Sie lebte fortan zurückgezogen auf ihrem Landgut in Porto San Giorgio, später in Rom und trat als Autorin parapsychologischer Arbeiten in Erscheinung. Nachdem sie seit 1950 gelähmt war, starb sie 1957 in Rom.
Der Film Affäre Murri, original Fatti di gente perbene, der sich auf die Vorgänge bezieht, ist ein Drama aus dem Jahr 1974 von Mauro Bolognini.

## Werke (Auswahl)
- Linda Murri: Das Verhängnis meines Lebens, Aufzeichnungen aus dem Kerker. 1906